# Arearea
Arearea és una obra expressionista pintada pel francès Paul Gauguin, el 1892, durant la seva estada a Tahití. També es coneix informalment com El gos vermell. Es conserva al Museu d'Orsay, de París, i està publicada amb el número 469 en el catàleg de Wildenstein.

## Estil
El corrent artístic al que representaés l'expressionisme. L'obra recupera es va fer malbe y em dona accactament iual el concepte de la sinestèsia, un recurs que intenta fusionar pintura i música. A més de la funció decorativa es tracta d'activar els sentits equiparant el ritme de formes i colors amb el so o el moviment. La dona que toca la flauta i les figures del fons que dansen reforcen l'associació amb la música.
En una entrevista publicada a l'Écho de Paris, el 1895, el periodista pregunta a Gauguin per què pinta gossos vermells i rius taronja. El pintor explica que són formes i colors intencionats. No pretén representar res real sinó crear una harmonia de colors i línies que suggereixin sensacions de la mateixa manera que ho fa la música.

## Tema
La paraula arearea és tahitiana (en tahitià normalitzat 'ārearea) i vol dir passatemps, divertiment o entreteniment alegre i joiós. En el quadre s'observa en primer pla un gos i una parella polinèsia i al fons un grup que dansa davant d'un ídol primitiu. Les figures són andrògines, gairebé no es distingeix de quin sexe són. És una forma de representar els pobles primitius on no existeix el tabú del sexe. Aquest primitivisme també ve donat per altres factors: el rostre de la parella que es troba asseguda; el paisatge tropical de colors saturats; el tòtem que es troba al fons de l'obra; els vestits amb simples pareos i finalment, l'instrument que toca la dona de l'esquerra que està al primer pla, que és una flauta típica de Tahití.

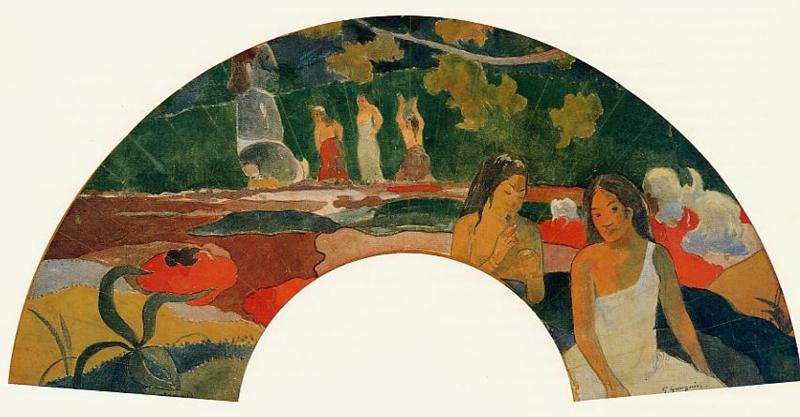
Arearea II (1892), aquarel·la sobre lli en forma de ventall
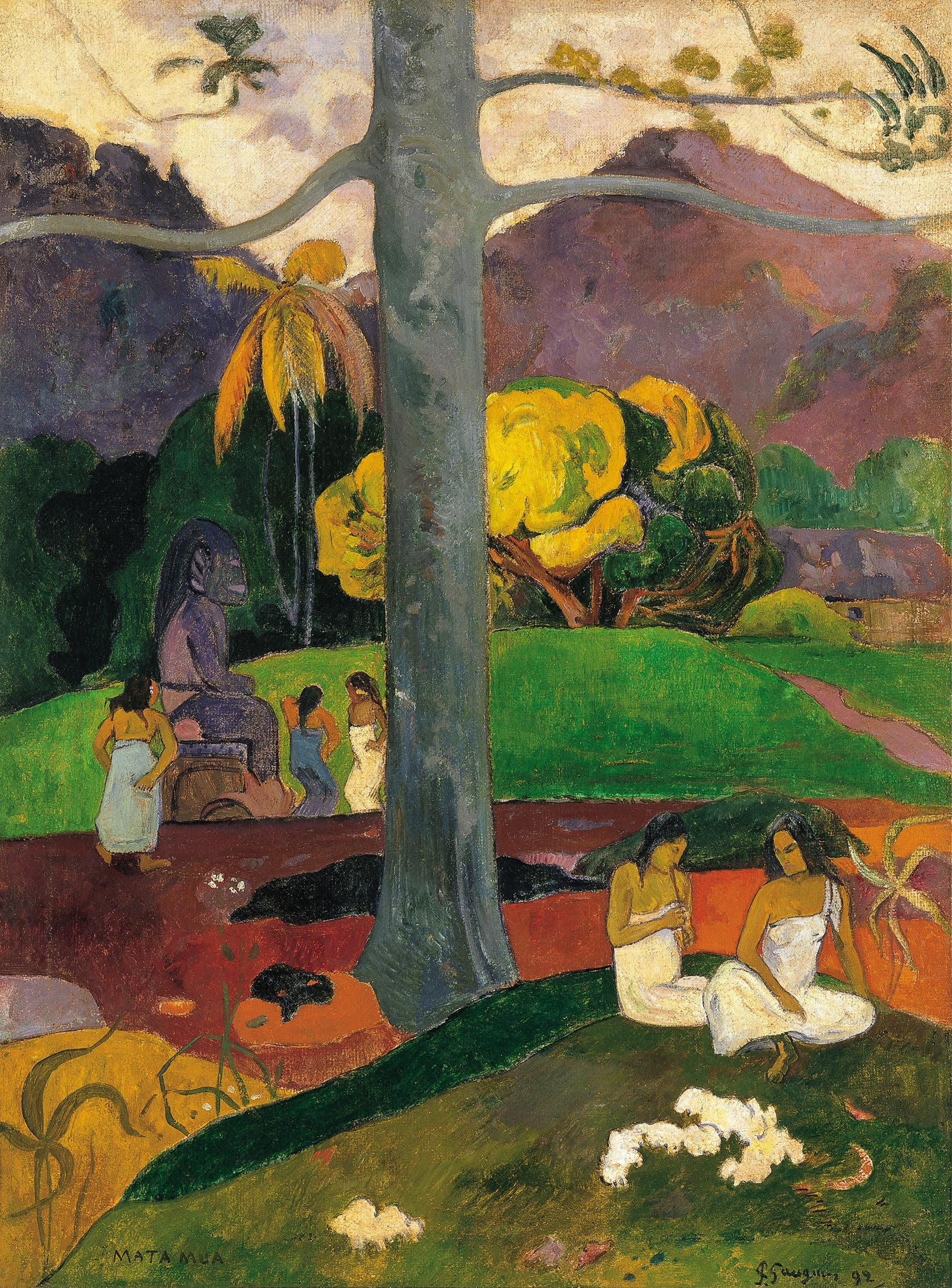
Matamua (1892)
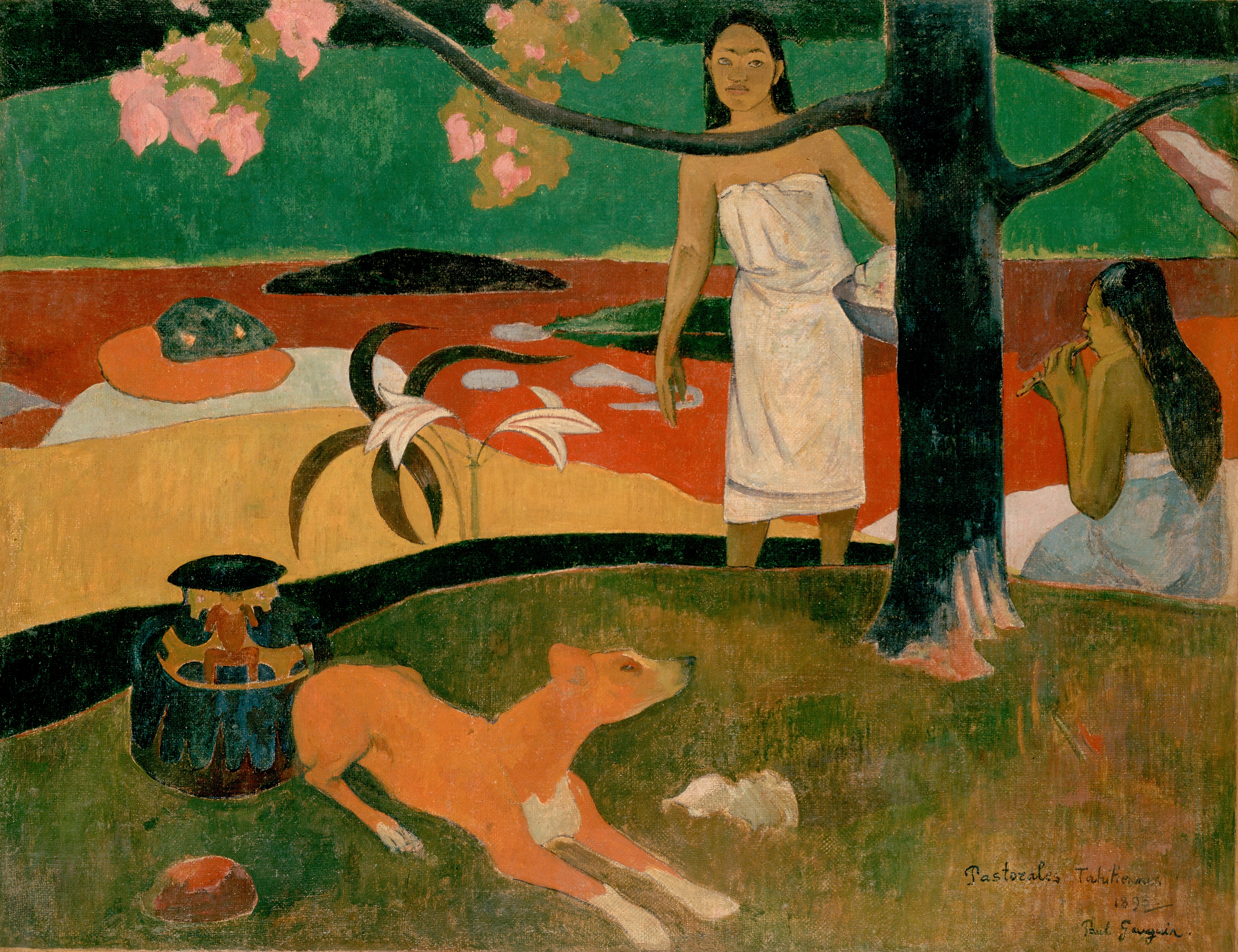
Pastorals tahitianes (1892)

Gauguin va repetir el quadre en una aquarel·la en forma de ventall. De la mateix època és Matamua (antany) amb una composició molt similar. El gos vermell el va tornar a pintar a Pastorals tahitianes (1892). Durant la seva primera estada a Tahití tenia un gos que anomenava Pego, la pronunciació francesa de «P.Gau.», que havia utilitzat com anagrama «PGo».

## Aspectes formals
- La composició. L'obra es caracteritza per la seva complexitat organitzativa. No hi ha simetria i les línies corbes reforcen la sensació de moviment musical. La superposició de plans elimina la perspectiva i la profunditat. Tal com explica la paraula arearea, l'ambient que transmet la composició del quadre és d'animació tranquil·la. En canvi, el gos en el primer pla va provocar la hilaritat dels crítics.

- La línia. En l'obra es combina la línia de traç continu i línia retall. El contorn de les dues dones que estan assegudes a terra i el del gos es caracteritza per un traç continu. En canvi, el paisatge no té aquesta línia, sinó que té la línia retall, que és la línia que no està dibuixada expressament, sinó que apareix per la intersecció de dos superfícies de tonalitats diferents.

- El color. L'obra es caracteritza pels colors càlids característics de Gauguin: tonalitats grogues, vermelles i taronges. Encara que es combinen amb alguns colors freds, com en el cabell o la vegetació verda del fons, predomina el colorit sensual.

- Textura. La textura de l'obra és visual i es caracteritza per l'absència de rugositat i per la suavitat. La pinzellada dona forma als cossos. En canvi, al fons s'utilitza una pinzellada vertical.

- Llum. La intensitat lluminosa dels colors, destacada encara més per l'absència d'ombres, fa que es destaqui per igual a les persones, el gos o la vegetació. Això reforça la sensació de naturalitat, d'integració d'home i natura.

## Historial
Es va exposar a París, el 1893, en la galeria Durand-Ruel i es va posar a la venda el 1895 en la subhasta de l'Hôtel Drouot, però no va trobar comprador per 420 francs i va ser rescatat per l'artista. Va pertànyer a la col·lecció del marxant Ambroise Vollard i el 1961, quan pertanyia a Frédéric Lung, d'Alger, va ser llegat a l'estat francès. Assignat primer al Museu del Louvre, en la galeria Jeu de Paume, el 1986 es va transferir al Museu d'Orsay.
L'obra està publicada en el catàleg de Wildenstein de 1964 amb el número 469, i en el catàleg de Gabriele Sugana de 1972 amb el número 312.